# Большая Парма
Большая Парма — деревня в Сыктывдинском районе Республики Коми в составе сельского поселения Слудка.

## География
Расположена на левобережье Вычегды на расстоянии примерно 50 км по прямой от районного центра села Выльгорт на северо-запад.

## История
Известна с 1784 году как деревня Ситты с 3 дворами и 16 жителями. В 1859 году отмечалась как деревня Ситтинская. В 1920 году 24 двора и 107 жителей, в 1939 здесь (уже Парма) 130 жителей. С 1956 Большая Парма. В 1959 году население составляло 106 человек, в 1970 — 112, в 1989 — 31 человек.

## Население
Постоянное население составляло 35 человек (коми 91 %) в 2002 году, 31 — в 2010.